# Temporada 1997-98 de Los Angeles Clippers
La temporada 1997-98 fue la decimocuarta de los Clippers en la NBA en su localización de Los Angeles, y la vigésima en el estado de California, tras moverse desde Búfalo (Nueva York), donde disputaron ocho temporadas con la denominación de los Buffalo Braves. La temporada regular acabó con 17 victorias y 65 derrotas, ocupando el decimotercer puesto de la conferencia Oeste, no logrando clasificarse para los playoffs.

## Elecciones en elDraft
| Ronda | Puesto | Jugador        | Posición  | Nacionalidad   | Universidad |
| ----- | ------ | -------------- | --------- | -------------- | ----------- |
| 1     | 14     | Maurice Taylor | Ala-Pívot | Estados Unidos | Michigan    |

## Temporada regular
| División Pacífico        | División Pacífico | División Pacífico | División Pacífico | División Pacífico | División Pacífico | División Pacífico | División Pacífico | División Pacífico |
| Equipo                   | G                 | P                 | %                 | PD                | Casa              | Fuera             | Div               |                   |
| ------------------------ | ----------------- | ----------------- | ----------------- | ----------------- | ----------------- | ----------------- | ----------------- | ----------------- |
| y-Seattle SuperSonics    | 61                | 21                | .744              | –                 | 35–6              | 26–15             | 19–5              |                   |
| x-Los Angeles Lakers     | 61                | 21                | .744              | –                 | 33–8              | 28–13             | 16–8              |                   |
| x-Phoenix Suns           | 56                | 26                | .683              | 5                 | 30–11             | 26–15             | 17–7              |                   |
| x-Portland Trail Blazers | 46                | 36                | .561              | 15                | 26–15             | 20–21             | 14–10             |                   |
| Sacramento Kings         | 27                | 55                | .329              | 34                | 21–20             | 6–35              | 6–18              |                   |
| Golden State Warriors    | 19                | 63                | .232              | 42                | 12–29             | 7–34              | 6–18              |                   |
| Los Angeles Clippers     | 17                | 65                | .207              | 44                | 11–30             | 6–35              | 6–18              |                   |

## Estadísticas

### Temporada regular
| Rk | Jugador          | Edad | Pos. | P  | PT | MP   | TC  | TCI  | %TC  | T3  | T3I | %T3  | TL  | TLI | %TL  | RO  | RD  | RT  | AS  | RB  | TAP | BP  | FP  | PTS  |
| -- | ---------------- | ---- | ---- | -- | -- | ---- | --- | ---- | ---- | --- | --- | ---- | --- | --- | ---- | --- | --- | --- | --- | --- | --- | --- | --- | ---- |
| 1  | Isaac Austin     | 28   | C    | 26 | 25 | 34.4 | 5.9 | 13.0 | .454 | 0.0 | 0.2 | .000 | 3.4 | 5.2 | .652 | 3.1 | 5.7 | 8.7 | 3.4 | 0.7 | 0.8 | 3.4 | 2.7 | 15.2 |
| 2  | Rodney Rogers    | 26   | SF   | 76 | 70 | 32.9 | 5.6 | 12.3 | .456 | 0.9 | 2.8 | .340 | 3.0 | 4.3 | .686 | 2.0 | 3.5 | 5.6 | 2.7 | 1.2 | 0.5 | 2.5 | 3.2 | 15.1 |
| 3  | Brent Barry      | 26   | SG   | 41 | 36 | 32.7 | 4.6 | 10.8 | .428 | 1.9 | 4.8 | .400 | 2.5 | 3.0 | .844 | 0.7 | 2.8 | 3.5 | 3.2 | 1.2 | 0.6 | 2.3 | 2.1 | 13.7 |
| 4  | Lamond Murray    | 24   | SF   | 79 | 65 | 32.6 | 6.0 | 12.5 | .481 | 0.7 | 1.9 | .353 | 2.8 | 3.7 | .748 | 2.2 | 3.9 | 6.1 | 1.8 | 1.5 | 0.7 | 2.2 | 2.4 | 15.4 |
| 5  | Lorenzen Wright  | 22   | C    | 69 | 38 | 30.0 | 3.5 | 7.9  | .445 | 0.0 | 0.0 | .000 | 2.0 | 3.1 | .659 | 2.6 | 6.2 | 8.8 | 0.8 | 0.8 | 1.3 | 1.2 | 3.4 | 9.0  |
| 6  | Darrick Martin   | 26   | PG   | 82 | 63 | 28.0 | 3.4 | 8.9  | .377 | 1.3 | 3.6 | .365 | 2.2 | 2.6 | .848 | 0.2 | 1.8 | 2.0 | 4.0 | 1.0 | 0.1 | 1.9 | 2.4 | 10.3 |
| 7  | Loy Vaught       | 29   | PF   | 10 | 6  | 26.5 | 3.6 | 8.4  | .429 | 0.0 | 0.2 | .000 | 0.3 | 0.8 | .375 | 1.6 | 4.9 | 6.5 | 0.7 | 0.4 | 0.2 | 1.3 | 3.3 | 7.5  |
| 8  | Eric Piatkowski  | 27   | SG   | 67 | 35 | 26.0 | 3.8 | 8.5  | .452 | 1.6 | 3.9 | .409 | 2.1 | 2.5 | .824 | 1.0 | 2.5 | 3.5 | 1.3 | 0.8 | 0.2 | 1.2 | 2.0 | 11.3 |
| 9  | Maurice Taylor   | 21   | PF   | 71 | 3  | 21.3 | 4.5 | 9.5  | .476 | 0.0 | 0.0 | .000 | 2.4 | 3.4 | .709 | 1.7 | 2.5 | 4.2 | 0.7 | 0.5 | 0.6 | 1.5 | 3.1 | 11.5 |
| 10 | Pooh Richardson  | 31   | PG   | 69 | 17 | 18.1 | 1.8 | 4.8  | .372 | 0.2 | 0.8 | .193 | 0.4 | 0.6 | .698 | 0.2 | 1.1 | 1.4 | 3.3 | 0.6 | 0.0 | 0.8 | 1.0 | 4.2  |
| 11 | James Robinson   | 27   | PG   | 70 | 13 | 17.6 | 2.8 | 7.2  | .389 | 1.1 | 3.2 | .329 | 1.1 | 1.5 | .720 | 0.5 | 1.1 | 1.6 | 1.9 | 0.5 | 0.1 | 1.4 | 1.4 | 7.7  |
| 12 | Stojko Vranković | 34   | C    | 65 | 38 | 15.3 | 1.2 | 2.9  | .425 | 0.0 | 0.0 |      | 0.6 | 1.0 | .569 | 1.1 | 3.0 | 4.0 | 0.6 | 0.2 | 1.0 | 0.7 | 2.0 | 3.0  |
| 13 | Keith Closs      | 21   | C    | 58 | 1  | 12.8 | 1.6 | 3.6  | .449 | 0.0 | 0.0 |      | 0.8 | 1.3 | .597 | 1.1 | 1.8 | 2.9 | 0.3 | 0.2 | 1.4 | 0.7 | 1.3 | 4.0  |
| 14 | Charles Smith    | 22   | SG   | 23 | 0  | 11.3 | 2.0 | 4.7  | .421 | 0.6 | 1.9 | .318 | 0.2 | 0.4 | .556 | 0.3 | 0.5 | 0.8 | 0.8 | 0.4 | 0.2 | 0.9 | 0.9 | 4.7  |
| 15 | James Collins    | 24   | SG   | 23 | 0  | 4.5  | 0.9 | 2.4  | .382 | 0.4 | 0.9 | .450 | 0.3 | 0.6 | .571 | 0.3 | 0.3 | 0.6 | 0.1 | 0.3 | 0.1 | 0.3 | 0.5 | 2.6  |

## Galardones y récords
| Jugador        | Galardón                                |
| Maurice Taylor | 2.º Mejor quinteto de rookies de la NBA |